# Ерофеев, Григорий Петрович
Григорий Петрович Ерофеев (15 ноября 1913, Ачинский уезд, Енисейская губерния — 1999, Красноярск) — капитан Советской Армии, участник Великой Отечественной войны, Герой Советского Союза (1944).

## Биография
Родился 15 ноября 1913 года в деревне Пашенка. Получил начальное образование, после чего работал в райпотребсоюзе. В октябре 1935 года Ерофеев был призван на службу в Рабоче-крестьянскую Красную Армию. В 1939 году окончил курсы младших лейтенантов.
С ноября 1941 года — на фронтах Великой Отечественной войны. В 1943 году окончил курсы «Выстрел». К июню 1944 года капитан Г. Ерофеев командовал батальоном 664-го стрелкового полка 130-й стрелковой дивизии 28-й армии 1-го Белорусского фронта. Отличился во время освобождения Гомельской области Белорусской ССР.
28 июня 1944 года батальон Ерофеева переправился через реку Птичь в районе деревни Затишье Октябрьского района и в последующих боях уничтожил несколько сотен солдат и офицеров противника, а также захватил 25 артиллерийских орудий и 9 тягачей. В бою Ерофеев был тяжело ранен, но продолжал сражаться.
Указом Президиума Верховного Совета СССР от 23 августа 1944 года капитан Григорий Ерофеев был удостоен звания Героя Советского Союза с вручением ордена Ленина и медали «Золотая Звезда».
В 1946 году был уволен в запас. Проживал и работал в посёлке Балахта, в 1964 году переехал в Красноярск. Умер в феврале 1999 года, похоронен в Красноярске.
Был также награждён орденом Отечественной войны 1-й степени и рядом медалей.

## Комментарии
1. ↑  Деревня Пашенка[1] не сохранилась[2]; ныне — Балахтинский район Красноярского края.